# جی. کیلب بوگز
جی. کیلب بوگز (به انگلیسی: J. Caleb Boggs) سناتور سابق عضو حزب جمهوری‌خواه ایالات متحده آمریکا بود. وی در سال ۱۹۶۱ تا ۱۹۷۳ میلادی سناتور ایالت دلاویر در سنای ایالات متحده آمریکا بود.